# Přibyslavice (ort i Tjeckien, Södra Mähren)
Přibyslavice är en ort i Tjeckien.   Den ligger i regionen Södra Mähren, i den sydöstra delen av landet, 160 km sydost om huvudstaden Prag. Přibyslavice ligger 496 meter över havet och antalet invånare är 422.
Terrängen runt Přibyslavice är platt, och sluttar österut. Runt Přibyslavice är det ganska tätbefolkat, med 90 invånare per kvadratkilometer. Närmaste större samhälle är Velká Bíteš, 3,0 km väster om Přibyslavice. I omgivningarna runt Přibyslavice växer i huvudsak blandskog.